# هرمانوس بروخمان
هرمانوس بروخمان (انگلیسی: Hermanus Brockmann; ۱۴ ژوئن ۱۸۷۱ – ۱۸ ژانویهٔ ۱۹۳۶) قایقران روئینگ اهل هلند بود.